# Opuntia deamii
Opuntia deamii ist eine Pflanzenart in der Gattung der Opuntien (Opuntia) aus der Familie der Kakteengewächse (Cactaceae). Das Artepitheton deamii ehrt den aus Indien stammenden US-amerikanischen Förster Charles C. Deam (1865–1953), der in Guatemala Kakteen sammelte.

## Beschreibung
Opuntia darrahiana wächst kurz baumförmig mit wenigen aufsteigenden Zweigen, ist aufrecht oder ausgebreitet und erreicht Wuchshöhen von bis zu 1 Meter. Es wird ein auffälliger Stamm ausgebildet. Die anfangs leuchtend grünen, später dunkelgrünen, kahlen, verkehrt eiförmigen bis verkehrt lanzettlichen Triebabschnitte sind 25 bis 30 Zentimeter lang. Die kleinen Areolen stehen weit voneinander entfernt. Die vier (selten zwei bis sechs) kräftigen, ausgebreiteten Dornen sind trübgelb oder weiß. Sie sind 3 bis 5,5 Zentimeter lang.
Die rötlichen Blüten erreichen eine Länge von bis zu 7 Zentimeter. Die weinroten, länglichen Früchte sind mit wenigen Dornen besetzt und bis zu 6 Zentimeter lang.

## Verbreitung und Systematik
Opuntia deamii ist im mexikanischen Bundesstaat Chiapas, in Guatemala und möglicherweise in Honduras verbreitet.
Die Erstbeschreibung erfolgte 1911 von Joseph Nelson Rose.

## Nachweise